# Marie Brand
Marie Brand ist eine vom ZDF produzierte deutsche Krimi-Fernsehreihe mit komödiantischen Anteilen. Die erste Folge wurde am 18. Dezember 2008 ausgestrahlt. Die in unregelmäßigen Abständen gesendeten, jeweils in sich abgeschlossenen Folgen in Spielfilm-Länge von 90 Minuten spielen in und um Köln.
Hauptdarstellerin in der Rolle der Kriminalhauptkommissarin Marie Brand ist Mariele Millowitsch. Ihr Kollege ist Hinnerk Schönemann in der Rolle des Kriminalhauptkommissars Jürgen Simmel.

## Handlung
Als Grundlage für die einzelnen Folgen der Reihe wird ein Kapitalverbrechen (meist ein Mord) vorangestellt, in dem Brand und Simmel – am Ende erfolgreich – den oder die zunächst unbekannten Täter ermitteln. Dramaturgisch steht die Perspektive der ermittelnden Protagonisten der Polizei im Vordergrund und folgt damit der klassischen Form des Polizeikrimis, wobei die persönlich unterschiedlichen Herangehensweisen und menschlichen Eigenheiten der beiden Kommissare in ihrer Ergänzung ein zentrales Element der Handlung bilden.
Marie Brand ist strategisch denkend und analytisch; ihr Kollege Jürgen Simmel ist dagegen pragmatisch und sprunghaft. Beide ziehen an einem Strang und verstehen sich gut, doch Brand ist ihrem Kollegen immer einen Schritt voraus. Er setzt dafür seine Sportlichkeit ein.
Zu den Running Gags gehört es, dass Simmel den flüchtigen Tätern nachspurtet. Bevor er startet, dreht er sich noch kurz zu Brand um, die ihm das Jackett abnimmt, dann sprintet er los. Ebenso regelmäßig erlebt man die oft glücklosen Versuche von Simmel, die Frau seines Lebens zu finden.

## Besetzung
| Schauspieler/in     | Rollenname                    | Folgen                   |
| ------------------- | ----------------------------- | ------------------------ |
| Mariele Millowitsch | KHK Marie Brand               | 1–                       |
| Hinnerk Schönemann  | KHK Jürgen Simmel             | 1–                       |
| Thomas Heinze       | Polizeichef Dr. Gustav Engler | 2–18, 20, 22, 25, 27, 31 |
| Stefan Reck         | Herms, Maries Mann            | 1–4                      |

## Episodenliste
| Nr. | Originaltitel                                  | Erstausstrahlung | Regie                | Drehbuch                           | Zuschauer |
| --- | ---------------------------------------------- | ---------------- | -------------------- | ---------------------------------- | --------- |
| 1   | Marie Brand und die tödliche Gier              | 18. Dez. 2008    | René Heisig          | Alexander Adolph                   | 4,67 Mio. |
| 2   | Marie Brand und der Charme des Bösen           | 29. Dez. 2008    | Christoph Schnee     | Alexander Adolph, Eva Wehrum       | 6,37 Mio. |
| 3   | Marie Brand und die Nacht der Vergeltung       | 12. Apr. 2009    | Manuel Siebenmann    | Nils-Morten Osburg, Ecki Ziedrich  | 3,79 Mio. |
| 4   | Marie Brand und das mörderische Vergessen      | 16. Dez. 2009    | Florian Kern         | Wolfgang Stauch                    | 6,11 Mio. |
| 5   | Marie Brand und die letzte Fahrt               | 5. Jan. 2011     | Marcus Weiler        | Ecki Ziedrich                      | 5,54 Mio. |
| 6   | Marie Brand und die Dame im Spiel              | 14. Apr. 2011    | Christoph Schnee     | André Georgi                       | 5,31 Mio. |
| 7   | Marie Brand und der Sündenfall                 | 28. Apr. 2011    | Marcus Weiler        | Jens Urban, Ecki Ziedrich          | 4,08 Mio. |
| 8   | Marie Brand und der Moment des Todes           | 24. Nov. 2011    | Josh Broecker        | André Georgi                       | 5,0 Mio.  |
| 9   | Marie Brand und die falsche Frau               | 1. Mai 2012      | Josh Broecker        | Birgit Grosz, Leo P. Ard           | 5,8 Mio.  |
| 10  | Marie Brand und das Lied von Tod und Liebe     | 15. Nov. 2012    | Christiane Balthasar | Khyana El Bitar, Wolfgang Stauch   | 5,34 Mio. |
| 11  | Marie Brand und die offene Rechnung            | 23. Jan. 2013    | Florian Kern         | André Georgi                       | 5,72 Mio. |
| 12  | Marie Brand und die Engel des Todes            | 24. Okt. 2013    | Florian Kern         | Leo P. Ard                         | 6,38 Mio. |
| 13  | Marie Brand und das Mädchen im Ring            | 22. Jan. 2014    | Josh Broecker        | Elke Schuch, Ecki Ziedrich         | 6,69 Mio. |
| 14  | Marie Brand und das Erbe der Olga Lenau        | 21. Jan. 2015    | Florian Kern         | Jochen Pahl                        | 6,43 Mio. |
| 15  | Marie Brand und der schöne Schein              | 14. März 2015    | Jörg Lühdorff        | Christian Schiller, Marianne Wendt | 6,93 Mio. |
| 16  | Marie Brand und die Schatten der Vergangenheit | 13. Jan. 2016    | Andreas Linke        | Leo P. Ard, Michael B. Müller      | 6,97 Mio. |
| 17  | Marie Brand und die Spur der Angst             | 9. Apr. 2016     | Judith Kennel        | Jochen Greve                       | 6,62 Mio. |
| 18  | Marie Brand und die rastlosen Seelen           | 21. Sep. 2016    | Florian Kern         | Christian Schiller, Marianne Wendt | 5,48 Mio  |
| 19  | Marie Brand und das ewige Wettrennen           | 25. Jan. 2017    | Michael Zens         | Stefan Rogall                      | 7,57 Mio  |
| 20  | Marie Brand und der Liebesmord                 | 22. Apr. 2017    | Josh Broecker        | Timo Berndt                        | 7,36 Mio  |
| 21  | Marie Brand und der Duft des Todes             | 14. März 2018    | Michael Zens         | Leo P. Ard, Michael B. Müller      | 7,06 Mio. |
| 22  | Marie Brand und der schwarze Tag               | 21. Apr. 2018    | Jobst Oetzmann       | André Georgi, Jobst Oetzmann       | 5,93 Mio. |
| 23  | Marie Brand und das Verhängnis der Liebe       | 3. Okt. 2018     | Judith Kennel        | Andreas Linke                      | 6,18 Mio. |
| 24  | Marie Brand und der Reiz der Gewalt            | 2. Jan. 2019     | Nicole Weegmann      | Stefan Rogall                      | 7,56 Mio. |
| 25  | Marie Brand und das Spiel mit dem Glück        | 20. Apr. 2019    | Michael Zens         | Timo Berndt                        | 5,53 Mio. |
| 26  | Marie Brand und die Liebe zu viert             | 11. Apr. 2020    | Judith Kennel        | Christian Schiller, Marianne Wendt | 8,25 Mio. |
| 27  | Marie Brand und die falschen Freunde           | 16. Sep. 2020    | Isabel Prahl         | Timo Berndt                        | 6,57 Mio. |
| 28  | Marie Brand und die Leichen im Keller          | 20. Jan. 2021    | Michael Zens         | Stefan Rogall                      | 8,77 Mio. |
| 29  | Marie Brand und der Tote im Trikot             | 10. Nov. 2021    | Alexander Costea     | Timo Berndt                        | 8,15 Mio. |
| 30  | Marie Brand und der überwundene Tod            | 2. Feb. 2022     | Judith Kennel        | Ingrid Kaltenegger                 | 9,03 Mio. |
| 31  | Marie Brand und der entsorgte Mann             | 18. Mai 2022     | Oliver Schmitz       | Timo Berndt                        | 6,04 Mio. |
| 32  | Marie Brand und die Ehrenfrauen                | 4. Jan. 2023     | Michael Zens         | Katja Röder                        | 8,30 Mio. |
| 33  | Marie Brand und die falsche Wahrheit           | 8. Apr. 2023     | Michael Zens         | Andreas Linke                      | 6,97 Mio. |
| 34  | Marie Brand und die verfolgte Braut            | 20. Apr. 2024    | Michael Zens         | Timo Berndt                        | 7,56 Mio. |
| 35  | Marie Brand und die lange Nase                 | 13. Nov. 2024    | Michael Zens         | Katja Röder                        | 6,34 Mio. |
| 36  | Marie Brand und das tote Au-pair               | 15. Jan. 2025    | Christine Repond     | Timo Berndt                        | 6,99 Mio. |